# Écurie Lutetia
L'écurie Lutetia est une écurie de course française fondée par les pilotes automobiles Eugène Chaboud et Charles Pozzi. Le nom de l'équipe fait référence à Lutèce, Pozzi étant né à Paris. L'écurie Lutetia a participé à deux Grands Prix de championnat du monde de Formule 1, sans résultat notable. L'équipe a également participé à des courses de Formule 1 hors-championnat, de Formule 2 ainsi qu'aux 24 Heures du Mans entre 1948 et 1950 ; Chaboud et Pozzi participaient plus souvent aux courses sous leur nom propre.

## Historique
En 1948 et 1949, l'écurie Lutetia participe à douze Grands Prix en France et en Italie ; Les pilotes sont Eugène Chaboud, Charles Pozzi et Pierre Meyrat. Les meilleurs résultats obtenus sont fut les troisième et quatrième place au Grand Prix du Salon de 1949.
La première participation de l'équipe en Formule 1 a lieu au Grand Prix de Belgique de 1950. Chaboud, au volant d'une Talbot-Lago T26C-DA, se qualifie en onzième position et abandonne en course au vingt-deuxième des 55 tours sur un problème de pompe à huile.
Moins d'une semaine plus tard, l'équipe participe aux 24 Heures du Mans, engageant deux variantes « S » spécialement modifiées de la Delahaye 175. Charles Pozzi et Pierre Flahaut pilotent la première tandis que Gaston Serraud et André Guelfi, qui doivent piloter la seconde ne prennent pas le départ à cause d'une batterie défectueuse. Pozzi et Flahaut, perturbés par une fuite d'eau, sont ensuite disqualifiés à la quinzième heure de course, la raison demeurant floue,.
Une semaine plus tard, en juillet 1950, l'écurie participe au Grand Prix de France. Eugène Chaboud pilote une Talbot-Lago T26C et non la variante à double prise « DA » de l'équipe d'usine. Chaboud se qualifie dixième mais ne prend pas le départ. Toutefois, il partage la voiture de Philippe Étancelin, terminant cinquième et marquant un point en championnat du monde.

## Résultats complets en Formule 1
| Saison | Châssis              | Moteur             | Pneus  | Grand Prix disputé | Points inscrits |
| ------ | -------------------- | ------------------ | ------ | ------------------ | --------------- |
| 1950   | Talbot-Lago T26C -DA | Talbot 23CV 4.5 L6 | Dunlop | Belgique           | 0               |